# Alishanimyia elmohardyi
Alishanimyia elmohardyi är en tvåvingeart som först beskrevs av Daniel J. Bickel 2004.  Alishanimyia elmohardyi ingår i släktet Alishanimyia och familjen styltflugor.
Artens utbredningsområde är Taiwan. Inga underarter finns listade i Catalogue of Life.